# Pinne fucile ed occhiali/Guarda come dondolo
Pinne fucile ed occhiali/Guarda come dondolo (en español Aletas y gafas de escopeta/Mira cómo me balanceo) es un sencillo de 45 rpm escrito por Carlo Rossi y con música de Edoardo Vianello . 

## Disco
Ambas canciones son muy conocidas, incluso si "Guarda come dondolo" es un lado B, y el álbum alcanza los primeros lugares en la lista. 
En este disco, Ennio Morricone prueba nuevos sonidos y agrega los ruidos del agua. 

## Banda sonora
Ambas pistas se usaron en la banda sonora de las películas Il sorpasso (1962) de Dino Risi, mientras que Guarda come dondolo se usó en la película Il comandante (1963) con Totò . 
El giro se tomó en la segunda temporada de la serie de televisión Master of None, dejando que la canción en el Top 10 TV Songs Chart Billboard en junio de 2017.